# Indosmodicinus
Indosmodicinus là một chi nhện trong họ Thomisidae.